# Ернеста фон Насау-Вайлбург
Ернеста/Ернестина фон Насау-Вайлбург (на немски: Ernesta/Ernestine/Ernestina von Nassau-Weilburg; * 24 март 1584; † 20 октомври 1665, Идщайн) е графиня от Насау-Вайлбург-Отвайлер и чрез женитба графиня на Графство Вид-Рункел.

## Живот
Тя е най-малката дъщеря на граф Албрехт фон Насау-Вайлбург (1537 – 1593) и съпругата му графиня Анна фон Насау-Диленбург (1541 – 1616), дъщеря на граф Вилхелм фон Насау (1487 – 1559) и втората му съпруга Юлиана фон Щолберг (1506 – 1580).
Ернеста се омъжва на 11 март 1616 г. във Вайлбург за граф Филип Лудвиг I фон Вид (* ок. 1580; † 2 август 1633), най-малкият син на граф Херман I фон Вид († 1591) и графиня Валпурга фон Бентхайм-Щайнфурт († 1628). Бракът е бездетен.
Ернеста умира на 20 октомври 1665 г. на 81 години в Идщайн, Хесен-Дармщат.